# قاعده چاتم‌هاوس

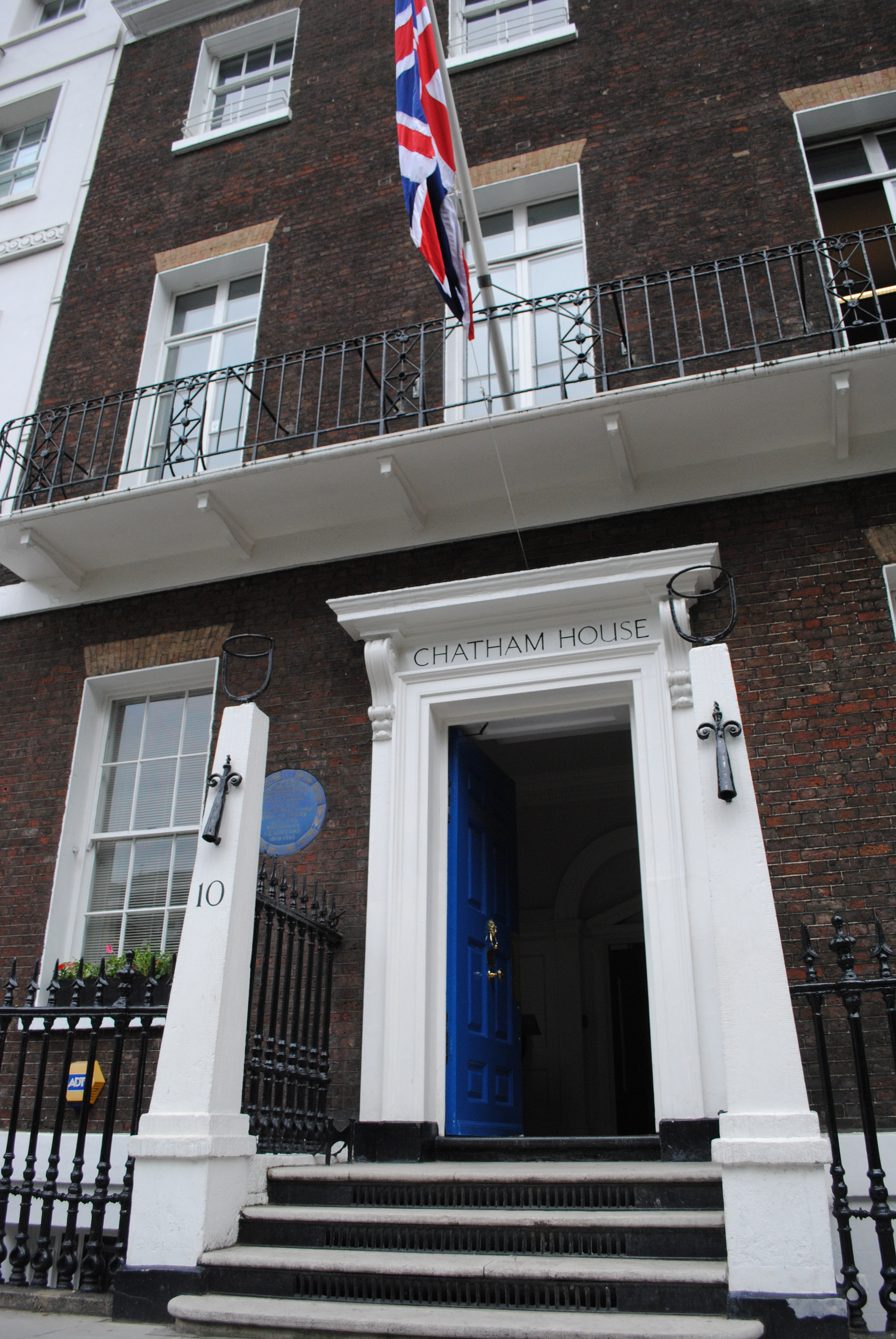
چاتم‌هاوس

قاعدهٔ چاتم‌هاوس (انگلیسی: Chatham House Rule) قانونی برای محرمانه ماندن اطلاعات مبادله شده در طول جلسه و پنل‌های بحث‌و‌مناظرهٔ مسائل بحث‌برانگیز است که به نام ستاد مرکزی مؤسسه سلطنتی امور بین‌المللی‌(چتم هاوس) لندن که این قاعده از آنجا نشأت گرفت نامگذاری‌ شده‌است. در جلسه‌هایی که بر اساس قاعدهٔ چتم‌هاوس برگزار شود هر کسی که به جلسه می‌آید می‌تواند از اطلاعات بحث‌شده استفاده‌ کند اما مجاز به فاش‌کردن هویت گوینده آن اظهار‌نظر نیست. این قاعده جهت بازتر بودن فضای بحث طراحی شده‌است.

## قاعده
این قاعده در ماه ژوئن سال ۱۹۲۷ ایجاد و در سال ۱۹۹۲ اصلاح شد.
هنگامی که یک جلسه یا بخشی از آن تحت قانون چاتم‌هاوس برگزار می‌شود، شرکت‌کنندگان در استفاده از اطلاعات جمع‌آوری شده از آنجا آزادند اما هویت یا وابستگی سخنران یا سخنرانان یا هر شرکت‌کنندهٔ دیگری نباید فاش شود.— چتم‌هاوس، 
گاهی اوقات به ترکیبِ «قوانین چاتم‌هاوس» اشاره می‌شود اما چاتم‌هاوس بیان می‌کند که کلمهٔ قوانین باید به‌صورت مفرد استفاده شود زیرا فقط یک «قانون» وجود دارد.

## هدف
هدف این قاعده و قانون تضمین ناشناس ماندن افرادی است که در چهارچوب آنجا صحبت می‌کنند تا روابط بین‌الملل بهتری حاصل‌شود. اکنون این قاعده در سطح بین‌المللی به عنوان کمکی برای بحث آزاد استفاده می‌شود. قانون اصلیِ سال ۱۹۲۷ در اکتبر ۱۹۹۲ و سپس در سال ۲۰۰۲‌ اصلاح شد. چاتم‌هاوس این قانون را به زبان‌های عربی، چینی، فرانسوی، آلمانی، پرتغالی، اسپانیایی و روسی ترجمه کرده‌است.